# 泰顺杜鹃
泰顺杜鹃（学名：Rhododendron taishunense）为杜鹃花科杜鹃花属下的一个种。